# Домовик (фільм)
«Домовик» (2008) — російський кінофільм-трилер режисера Карена Оганесяна.
Теглайн — «Одна смерть на двох».

## Зміст
Автор бульварних детективів Антон Праченко переживає творчу кризу. Вийти із неї йому вельми незвичним способом допомагає найманий вбивця на прізвисько Домовик, який на очах письменника безжально розстрілює машину з двома людьми. Кілер стає його ідейним натхненником, жорстко і наочно відкриває йому сувору правду життя. Тепер вони нерозривно пов'язані один із одним.

## Ролі
- Костянтин Хабенський — Антон Праченко, автор бульварних детективів
- Володимир Машков — Домовик, найманий вбивця
- Чулпан Хаматова — Віка, кохана Антона
- Армен Джигарханян — Яворський, олігарх
- Віталій Кіщенко — слідчий Снесарев
- Анатолій Семенов
- Раміль Сабітов
- Олександр Адабашьян — редактор
- Людмила Гаврілова

## Знімальна група, виробництво
- Режисер: Карен Оганесян
- Сценаристи: Олег Маловичко, Сергій Юдаков
- Продюсери: Рубен Дишдишян, Анна Мелікян, Іраклі Карбая, Арам Мовсесян, Юрій Мороз
- Оператор: Заур Болотаєв
- Композитор: Ніно Катамадзе і група «Insight»
- Художник-постановник: Уляна Рябова
- Монтаж: Карен Оганесян
- Художник по костюмах: Іра Гражданкіна

Виробництво «Магнум» на замовлення «Централ Партнершип».

## Факти
- Прем'єра фільму відбулася 12 серпня 2008 року на Виборзькому кінофестивалі.
- 6 вересня відбулася міжнародна прем'єра на кінофестивалі в Торонто.
- 13 вересня фільм був також показаний на Міжнародному кінофестивалі у Владивостоці.
- У прокат на екрани кінотеатрів фільм вийшов 13 листопада.

## Цікаві факти
- Вагон, в якому Домовик їде в метро після першого замовного вбивства, належить Замоскворецької лінії Московського метрополітену. При цьому Домовик проїжджає перегін між станціями «Автозаводська» та «Коломенська», де лінія виходить на поверхню і по Нагатінському мосту перетинає річку Москву.
- В одній зі сцен у квартирі письменника на стіні висить посмертна маска Ф. Ніцше.

- Флешка письменника повторює дизайн стародавнього «ключа життя».

## Рецензії
- Андрієв К. Вони написали вбивство // — 13.11.2008.
- Волобуєв Р. Вітчизняний екзистенційний трилер про зцілення бездарності // — 13.11.2008.
- Міліан М. Домовик» і його книга // — 13.11.2008.